# Rodaan al-Galidi

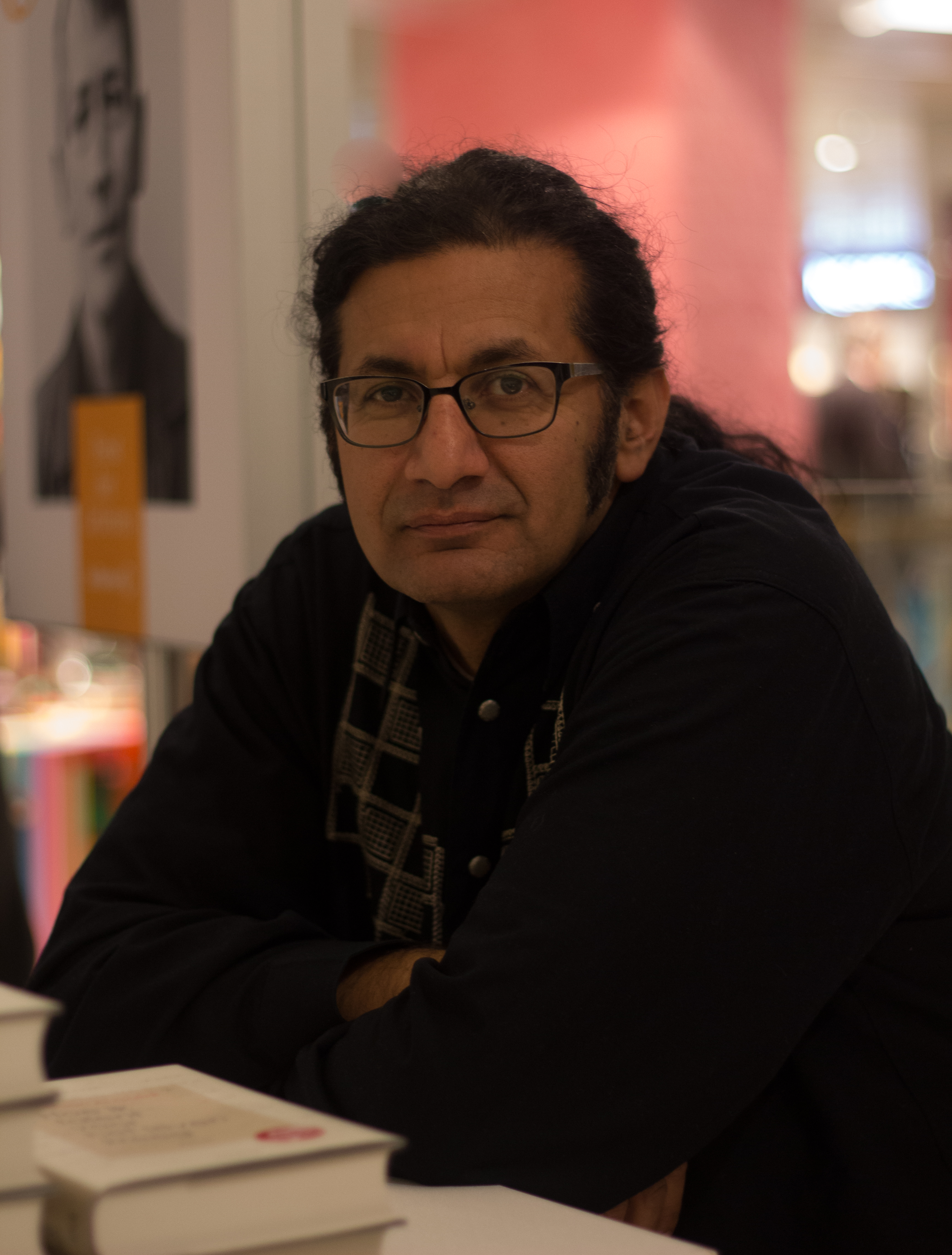
Al-Galidi, 2016

Rodaan al-Galidi (* 1971 im Irak) ist ein in den Niederlanden lebender Schriftsteller irakischer Herkunft.

## Leben
Al-Galidi wurde 1971 im Süden des Irak geboren. Sein genaues Geburtsdatum ist nicht bekannt. Offiziell wird der 1. Juli angegeben. Er studierte im Irak Bauingenieurswesen, floh allerdings aus dem Land, um seinem bevorstehenden Militärdienst zu entgehen. 1998 kam er auf seiner Flucht schließlich in die Niederlande. Zunächst wurde ihm das Asyl verweigert. Seit 2007 verfügt er über eine dauerhafte Aufenthaltsgenehmigung. 2011 scheiterte er überraschend am niederländischen Einbürgerungstest. Al-Galidi machte die verwendeten Fragestellungen für sein Scheitern verantwortlich.

## Werke

### Prosatexte
- Dagboek van een ezel (Kolumne), Amsterdam, De Arbeiderspers, 2002
- Blanke Nederlanders doen dat wél (Kolumne), Amsterdam, De Arbeiderspers, 2004
- Mijn opa, de president en de andere dieren (Roman), Amsterdam, De Arbeiderspers, 2004
- Maanlichtmoerassen: roman voor eeuwige kinderen tussen 10 en 100 (Roman), Amsterdam/Antwerpen, Meulenhoff/Manteau, 2006
- Ik ben er nog (Kolumne), Groningen, Passage, 2006
- Dorstige rivier (Roman), Amsterdam/Antwerpen, Meulenhoff/Manteau, 2008 (Englischer Titel: Thirsty river)
- De autist en de postduif (Roman), Amsterdam/Antwerpen, Meulenhoff/Manteau, 2009
- Hoe ik talent voor het leven kreeg (Roman), Amersfoort/Amsterdam, De Vrije Uitgevers/Uitgeverij Jurgen Maas, 2016

### Poesie
- Voor de nachtegaal in het ei, Leeuwarden, Bornmeer, 2000
- De fiets, de vrouw en de liefde. Gedichten, Amsterdam, De Arbeiderspers, 2002
- De herfst van Zorro, Amsterdam/Antwerpen, Meulenhoff/Manteau, 2006. (Nominiert für den VSB Poëzieprijs 2007)
- De laatste slaaf. Biografie van een terugkeer. Amsterdam/Antwerpen, Meulenhoff/Manteau, 2008
- Digitale hemelvaart. Amsterdam, Meulenhoff, 2009
- De maat van de eenzaamheid. Antwerpen, De Bezige Bij, 2012
- „Liever niet“, antwoordt de liefde. Antwerpen, De Bezige Bij, 2013

## Auszeichnungen
- El Hizrja-Literaturpreis 2000 für ein Gedicht aus Groen
- Essaypreis der Phenix Foundation 2001.
- Literaturpreis der Europäischen Union 2011 für De autist en de postduif
- Mehrere Nominierungen